# Pivkovice
Pivkovice là một làng thuộc huyện Strakonice, vùng Jihočeský, Cộng hòa Séc.